# Fernand Khnopff
Fernand-Edmond-Jean-Marie Khnopff est un peintre, dessinateur, photographe et graveur symboliste belge né à Grembergen (Termonde) le 12 septembre 1858 et mort à Bruxelles le 12 novembre 1921.

## Biographie
Né à Grembergen-lez-Termonde, Fernand Khnopff grandit à Bruges jusqu'en 1865, année où son père est nommé substitut du procureur du Roi à Bruxelles, rue Belliard. La maison de sa petite enfance se situait au Langestraat 1, adresse de l'actuel Hotel Ter Reien (plaque commémorative). Cette jeunesse brugeoise marquera à jamais son œuvre du sceau de la nostalgie et du regret d'une ville idéale. 
Il étudie à l'Athénée Royal de Bruxelles. II suit une année de droit à l'Université libre de Bruxelles. En 1876, il entre à l'Académie des beaux-arts. Il y fait la connaissance de Jean Delville et de James Ensor. Delville participera également du courant symboliste. Par la suite, il accusera Khnopff de plagiat par James Ensor en 1886.
De 1877 à 1879, il fait plusieurs séjours à Paris, quitte l'Académie de Bruxelles en 1879, et s'installe au 88 Rue des Sablons à Passy. Il travaille dans l'atelier libre de Jules Lefèbvre et à l'Académie Julian. Khnopff s'intéresse à la littérature ; ses lectures favorites sont Flaubert, les poètes Leconte de Lisle et Baudelaire, et plus tard, Jules Laforgue dont il reprend la formule : « La vie, cette diète de néant ». 
En 1880, il retourne en Belgique et, en 1883, il est l'un des membres fondateurs du groupe bruxellois d'avant-garde Les Vingt (ou les XX) dont il dessine le monogramme. En 1886, il devient membre de la Société des Aquafortistes belges, nouvellement créée.
En 1885 il noue ses premiers contacts avec Péladan qui lui demande de devenir son illustrateur. Il crée les frontispices de la plupart des œuvres du romancier rosicrucien. Dans les années 1890, il est proche également de la Loge martiniste Kumris dont son frère Georges faisait partie. Influencé par le courant préraphaélite, et plus particulièrement Edward Burne-Jones, il participe aux premiers Salons Rose-Croix organisés par le Sâr Péladan à partir de 1892. À cette même époque, il participe aux salons du mardi organisés par les époux Ray Nyst et Élise Soyer. 
Il expose à Paris à la Galerie Georges Petit en janvier 1888, puis l'année suivante à l'Exposition universelle et au salon de l'Art nouveau. Son tableau La Sphinge est remarqué par le musicien Vincent d'Indy qui le trouve « absolument admirable ». Il s'agit d'un dessin conçu pour le fontispice du roman Istar de Joséphin Peladan. D'Indy lui rend visite dans son atelier à Bruxelles et hanté par cette légende assyrienne, créé en en 1896 sous le titre d'Istar, des variations symphoniques pour orchestre. Cette partition inspira un ballet monté en 1913 à Bruxelles au Théâtre de la Monnaie pour lequel Knopff dessina quelques costumes.
Comme critique d'art, il écrit de nombreux articles d'art pour la prestigieuse revue anglaise The Studio créée en 1893.
Lors de l'exposition de la Sécession viennoise en 1898, Khnopff fait sensation et connaît la notoriété internationale. Les femmes mystérieuses de Khnopff influenceront de façon décisive l'œuvre de Gustav Klimt.

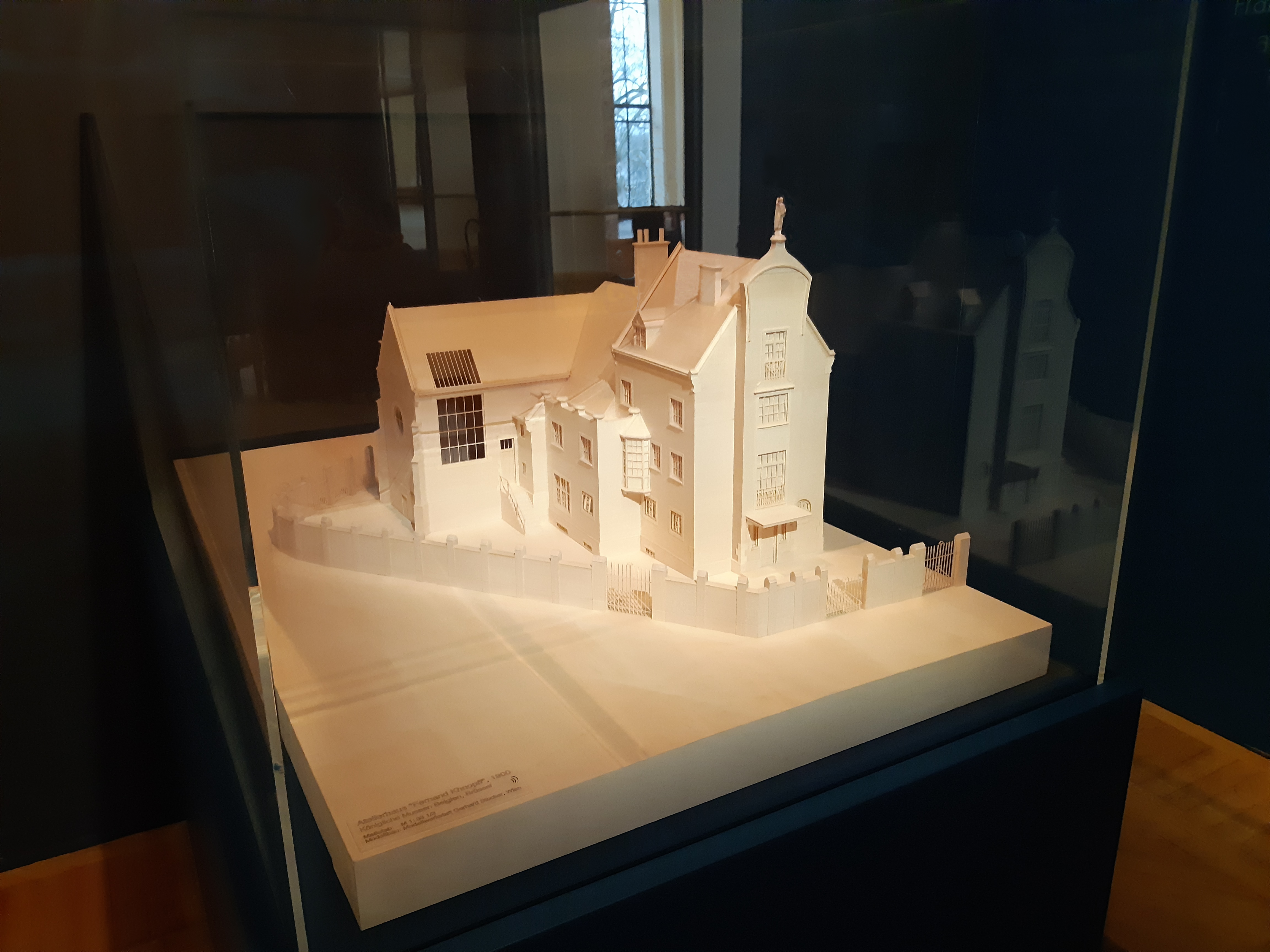
Maquette de la maison-atelier de Fernand Khnopff (Architecte Édouard Pelseneer - terminée en 1902 - sise avenue des Courses n° 41 à Ixelles - détruite en 1938).

En 1899, à la suite de la mort de son père avec qui il vivait, Fernand Khnopff décide de se faire bâtir une maison-atelier à proximité du bois de la Cambre à Bruxelles, au 41 avenue des Courses (angle de l'avenue Jeanne, en face de l'actuelle ULB). Il en conçoit les plans avec l'aide de l'architecte adepte de l'Art Nouveau Édouard Pelseneer. En 1902, la maison-atelier est terminée et Khnopff s'y installe. Il y reçoit peu et ceux qui y ont été invités la décrivent comme « un sanctuaire, un lieu coupé du monde, (...) un temple à la gloire du soi ». Cette maison-atelier a été détruite en 1938,. Toutefois, il subsiste des vestiges de l'atelier de sa période de gloire (1888-1900) à Saint-Gilles, 1 rue Saint-Bernard (angle du 1er étage). A cette époque, l'architecte Art nouveau Paul Hankar est son meilleur ami.
De 1902, année de l'exposition Memling à Bruges qu'il refuse de visiter, à 1904, il se souvient de son enfance brugeoise et compose de nombreuses œuvres prenant pour motif sa ville d'élection. Certaines d'entre elles se basent sur des photographies (ca. 1900) de l'Anversois Gustave Hermans. Toutes rendent hommage à l'univers teinté de silence et de mélancolie décrit par Georges Rodenbach, l'auteur de Bruges-la-Morte.
En 1910, lors de l'Exposition universelle dont les installations se trouvent proches de son atelier, il est grièvement blessé aux yeux par l'incendie qui ravage plusieurs pavillons.
À cette époque, il crée également des costumes au théâtre de la Monnaie à Bruxelles. L'univers des actrices aguichantes lui fera perdre son penchant pour les femmes mystérieuses et éthérées. Dans les années 1910, Fernand Khnopff fréquente l'Église de la Nouvelle Jérusalem qui dispense l'enseignement mystique du philosophe Emanuel Swedenborg, ce qui donne des indications précieuses sur son univers spiritualiste.
Il possédait une seconde résidence à Fosset (commune de Sainte-Ode en Wallonie), où il révéla son talent de peintre. Elle se situe rue Fernand Khnopff 3 et est rehaussée d'une plaque commémorative.
Tout à la fin de sa vie, il donnera cours à l'Atelier Libre du Labeur (rue Veydt 13a à Ixelles), notamment au précurseur de l'abstraction Marcel-Louis Baugniet.
Après des obsèques à l'église Saint-Julien de Saint-Josse, le peintre est inhumé au cimetière de Laeken (Bruxelles), non loin de son maître Xavier Mellery.

## Distinctions
- Chevalier de l'ordre de Léopold (16 janvier 1892)[14].

## Œuvre
Il exprime un climat de rêve et d'évasion dans ses portraits et représentations idéalisées de la femme en tant qu'être mystérieux. Il peint également des paysages ardennais sensibles et chargés d'atmosphère.

### Œuvres de jeunesse
- En écoutant du Schumann, 1883, Huile sur toile, 101 × 116 cm, musées royaux des Beaux-Arts de Belgique, Bruxelles[16]
- Portrait de Mademoiselle Van der Hecht, 1883, 37 × 29 cm, musées royaux des Beaux-Arts de Belgique, Bruxelles[17]
- D'après Flaubert. La Tentation de Saint Antoine, 1883, gouache sur papier, 85 × 85 cm[18]
- Hortensia, 1884, Huile sur toile, 48 × 60 cm, Metropolitan Museum, New York[19]
- Portrait de Jeanne Kéfer, 1885, Huile sur toile, 80 × 80 cm musée Paul Getty, Los Angeles[20].
- Portrait de Marie Monnom, 1887, Huile sur toile, 50 × 50, musée d'Orsay, Paris.
- Portrait de Marguerite Khnopff, 1887, Huile sur toile marouflé sur bois, 96 × 74 cm, Fondation du roi Baudouin, en dépôt aux musées royaux des beaux-arts de Belgique, Bruxelles[21].
- Memories, 1889, Pastel sur papier, marouflé sur toile, 127 × 200, musées royaux des Beaux-Arts de Belgique, Bruxelles[22].
- Du Silence, 1890, Pastel sur papier, 85 × 41,5, musées royaux des Beaux-Arts de Belgique, Bruxelles[23]

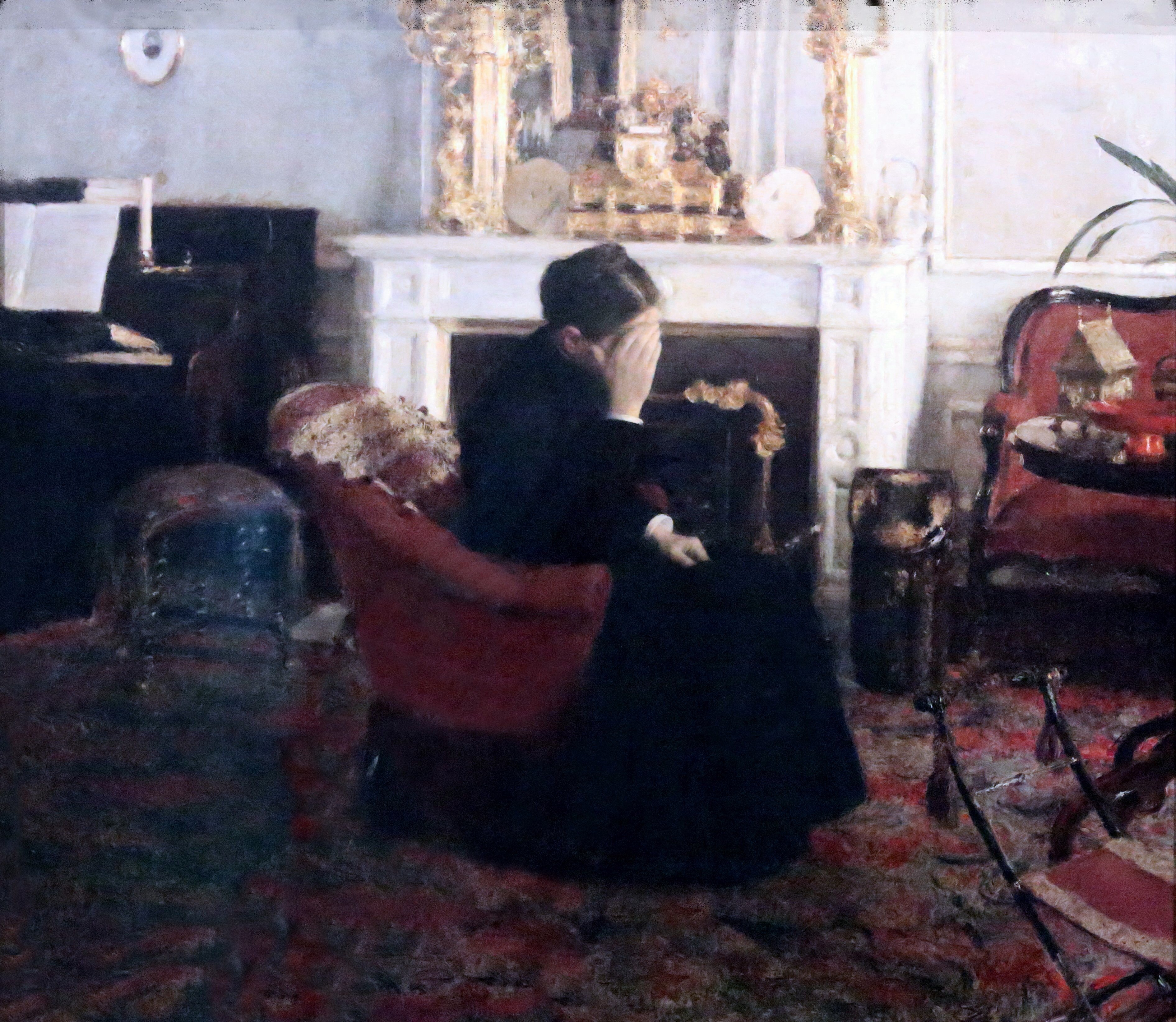
En écoutant du Schumann, 1883, musées royaux des Beaux-Arts de Belgique.
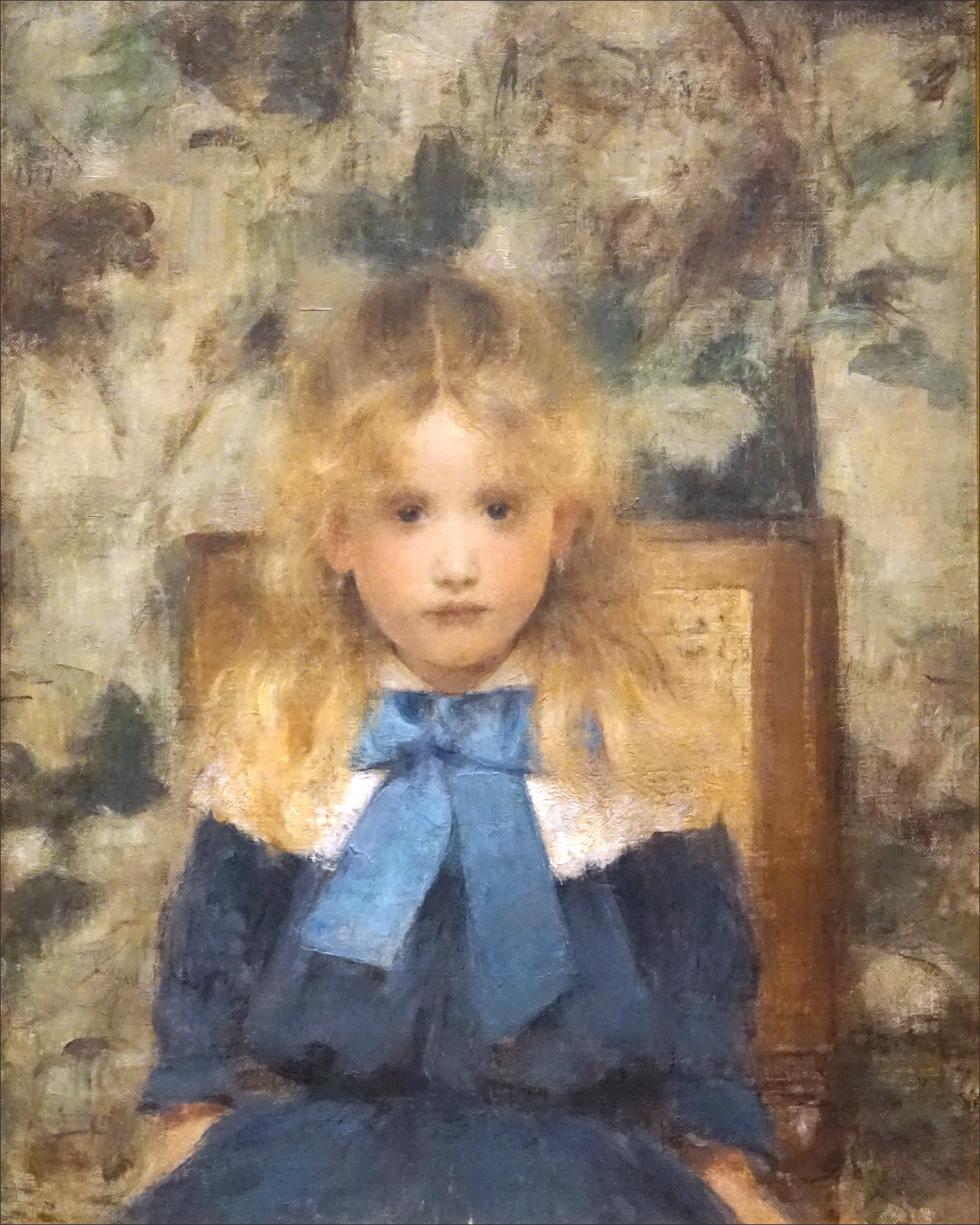
Portrait de Mademoiselle Van der Hecht, 1883, musées royaux des Beaux-Arts de Belgique.
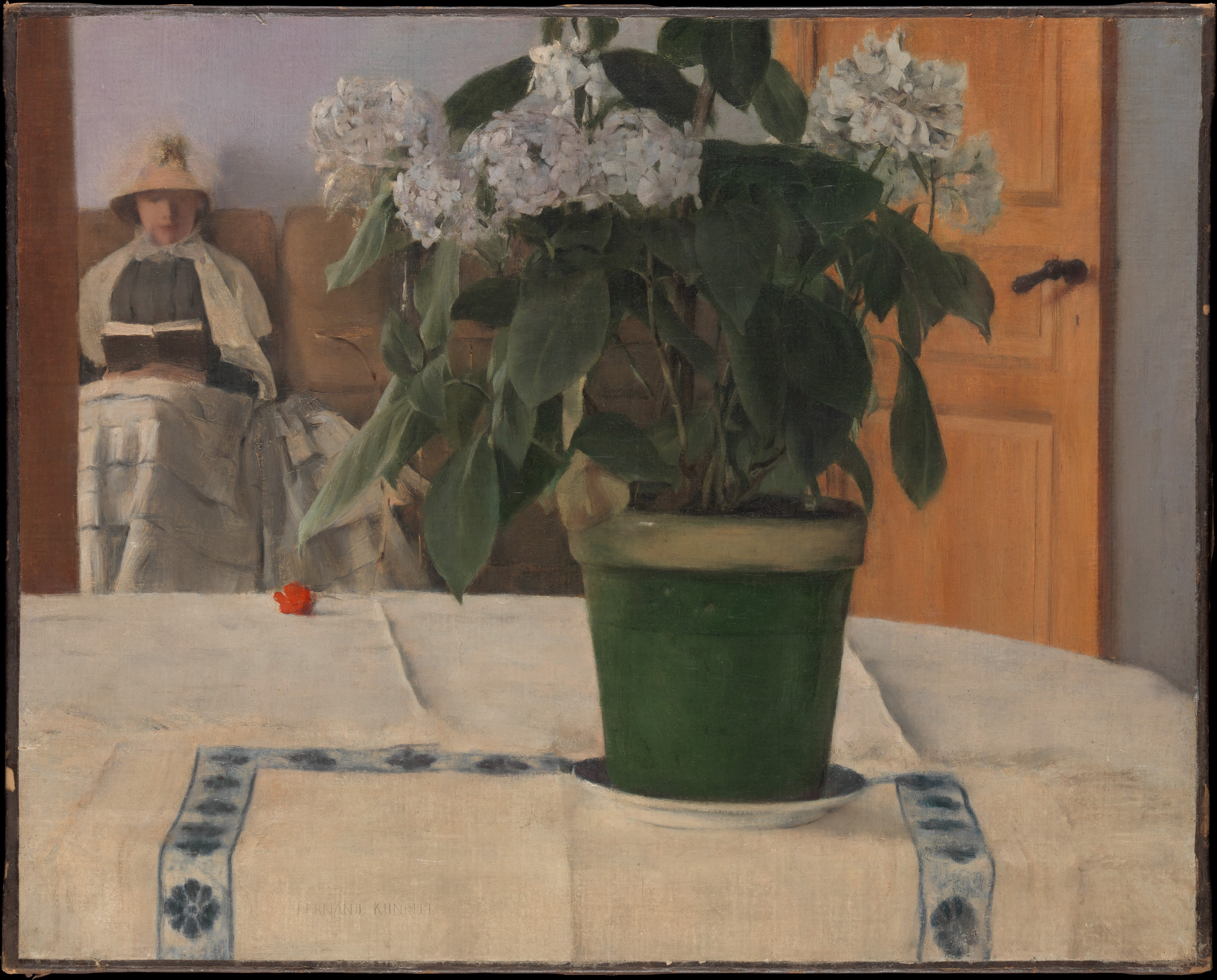
Hortensia, 1884 Metropolitan Museum.
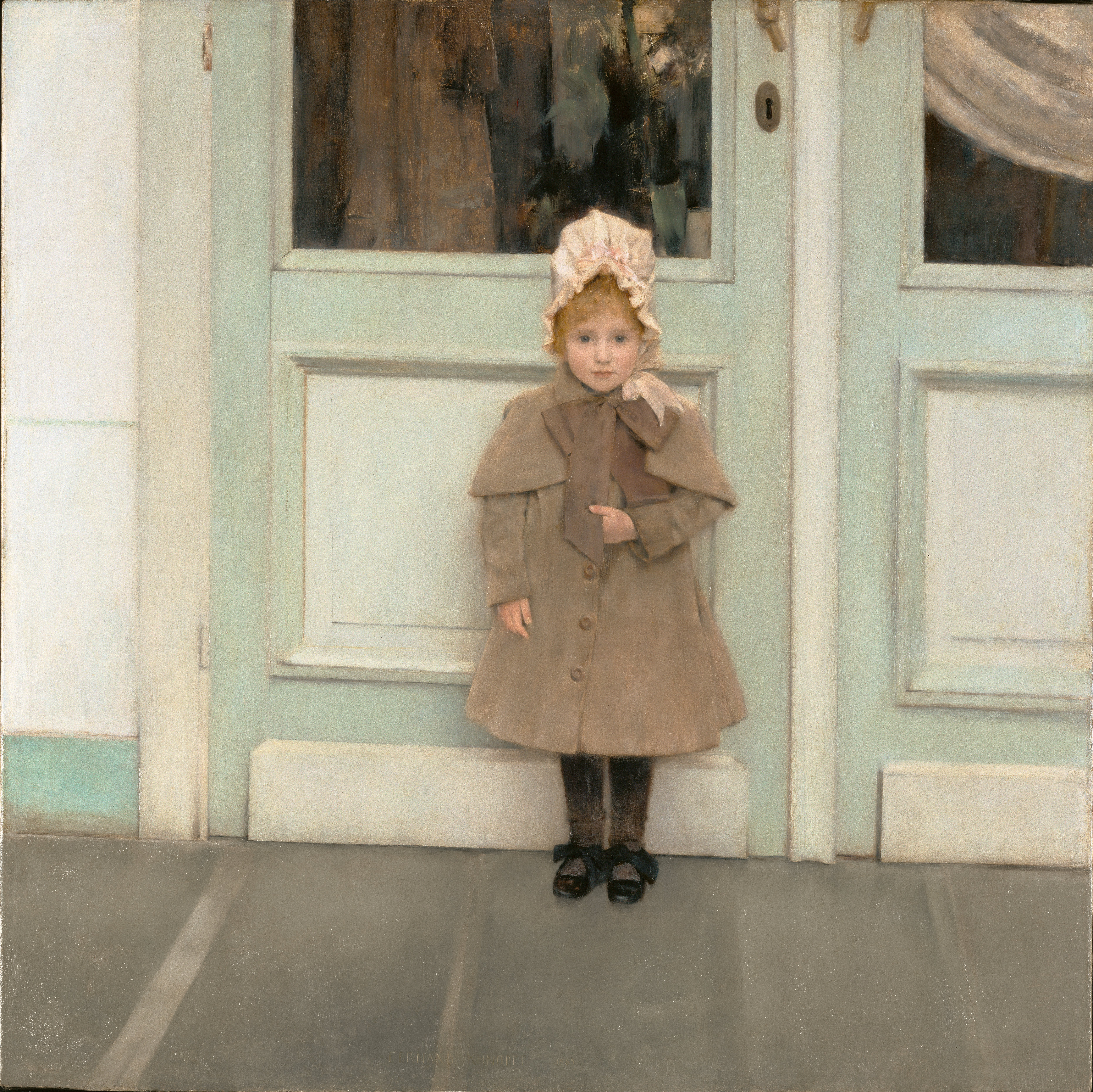
Portrait de Jeanne Kéfer, 1885, musée Paul Getty.
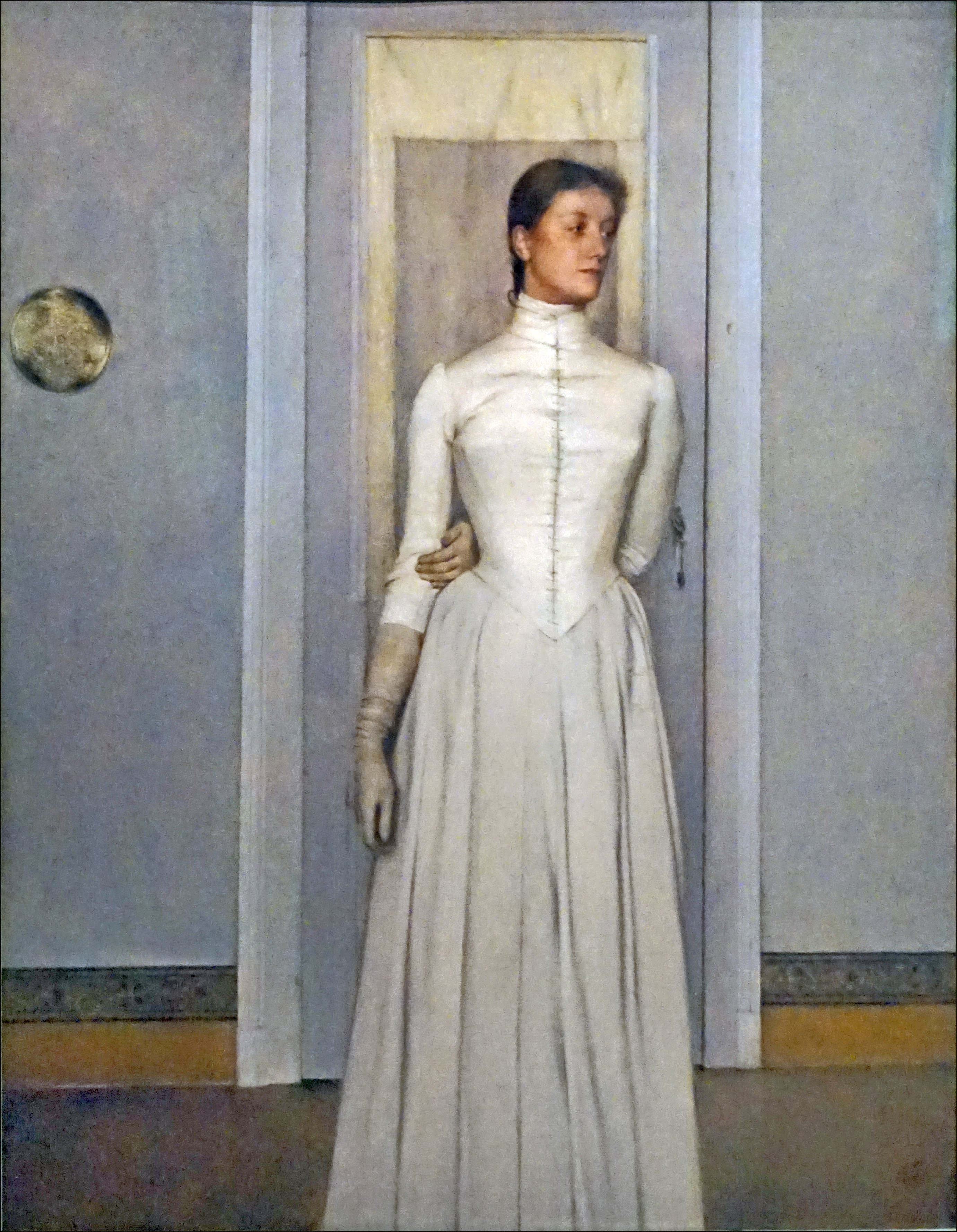
Portrait de Marguerite Khnopff, 1887 Fondation du roi Baudouin.

### Vers le Symbolisme

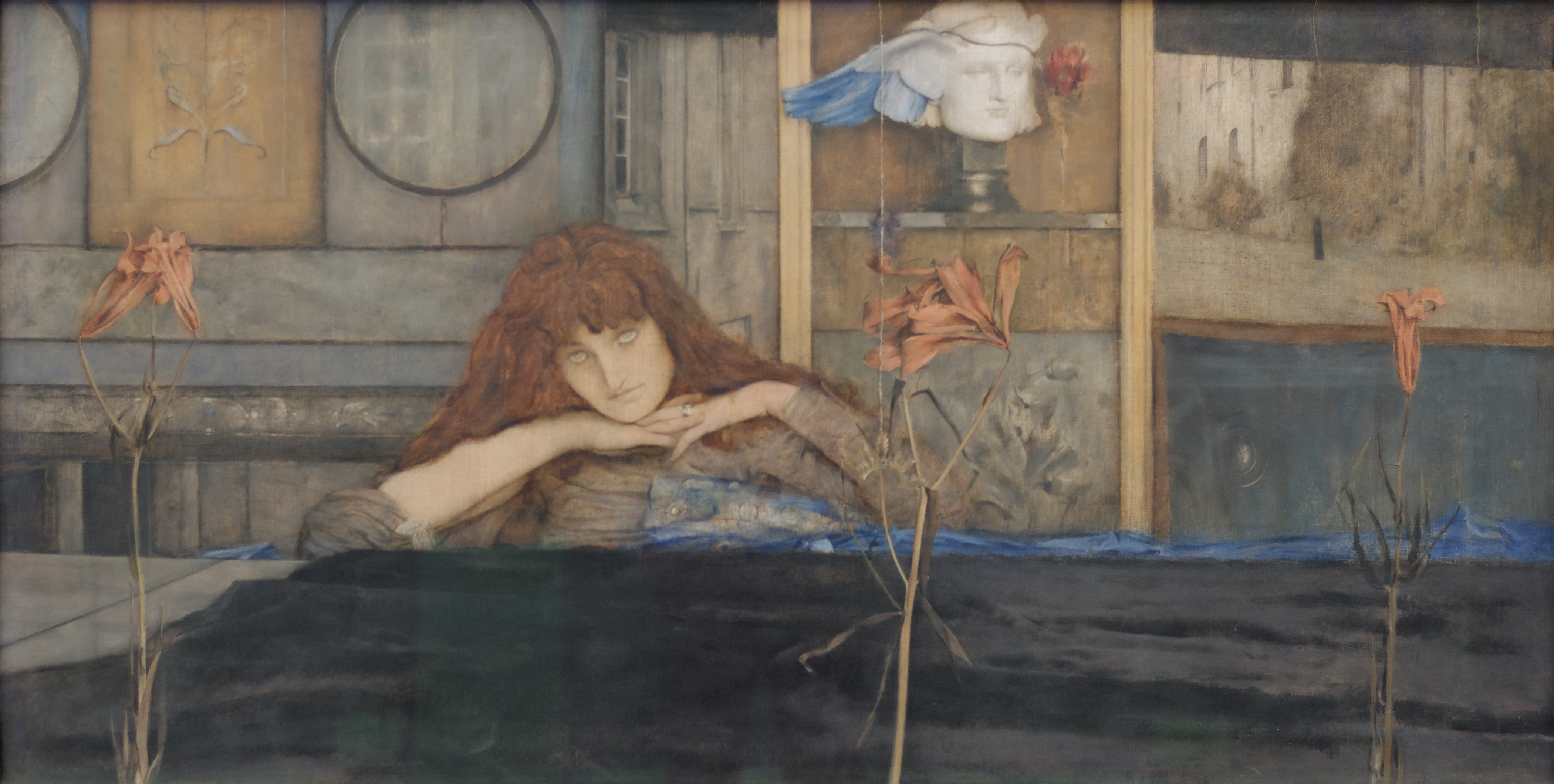
Je ferme ma porte sur moi-même (1891), présentée au second salon de la Rose-Croix esthétique.

On peut caractériser le symbolisme de Khnopff en utilisant une phrase d'Edmond-Louis De Taeye en 1898 : « ni religieux, ni chrétien, ni mythologique, mais plutôt emblématique ». Sa lecture est souvent énigmatique, voire impossible, mais une exquise délicatesse de composition, une grande séduction de style et une évidente subtilité intellectuelle corrigent toujours cette faiblesse.
Deux types de femmes caractérisent son œuvre : la femme sphinx, sphinge, et la femme ange. Le regard des femmes dans ses tableaux est très important. C'est un regard vide qui évoque la mort, un regard qui évoque un autre monde. Ses compositions emplies de mystère, où règnent des femmes inaccessibles, entourées d'objets chargés de symboles ou plongées dans une profonde rêverie, s'imposèrent d'emblée comme l'incarnation du nouveau courant pictural. A cette époque, le spiritisme est à la mode.
Marguerite, la sœur admirée de ce dandy solitaire, est son principal modèle jusqu'à son mariage en 1892 qui l'éloigne de Bruxelles. Elle est ainsi la sphinge du tableau Des caresses (1896) ou le visage énigmatique de Le Masque au rideau noir (1892). Les trois jeunes femmes à la chevelure rousse d'Otto Maquet, un Prussien qui vécut un temps à Glasgow, prendront sa place par la suite.

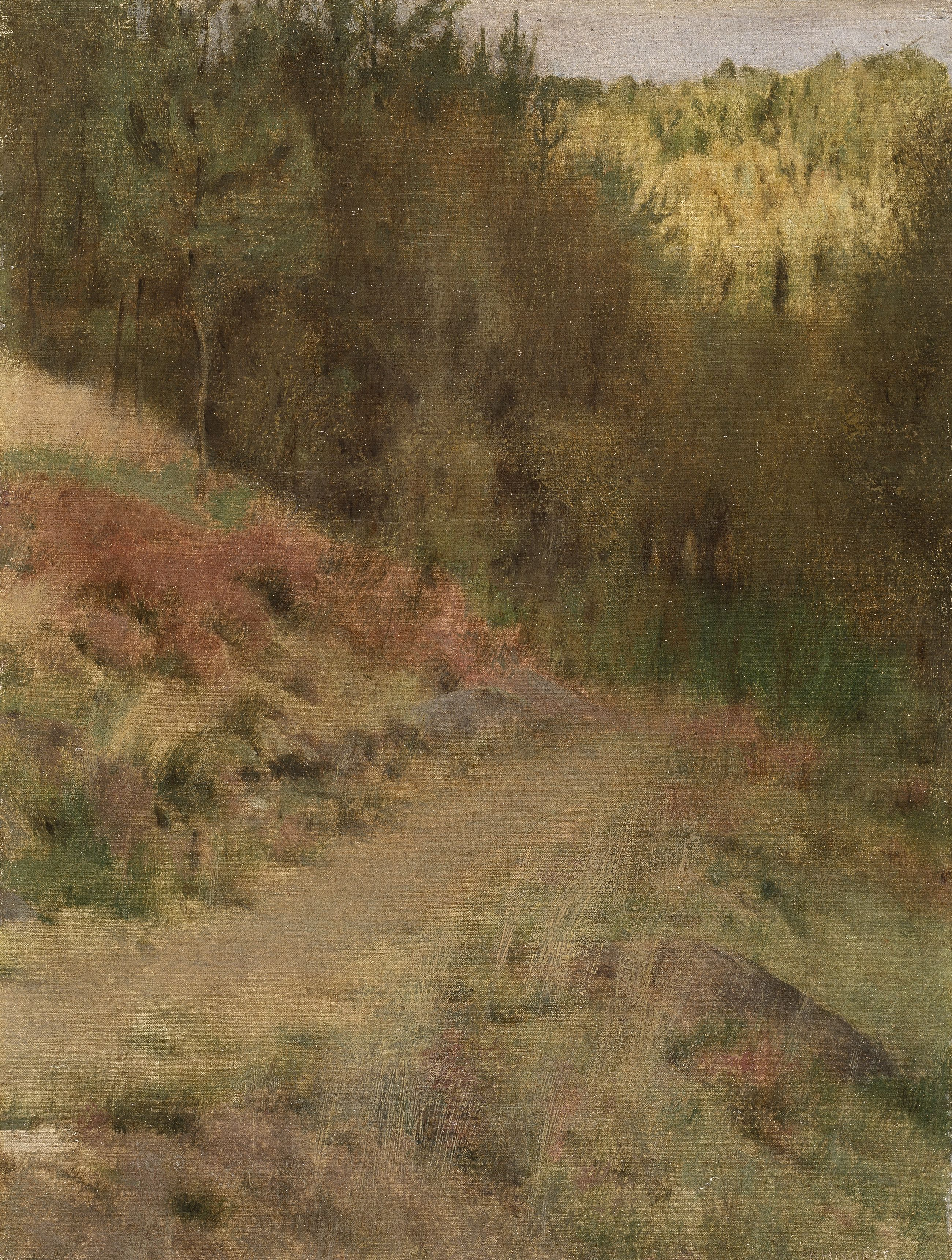
Paysage à Fosset, 1890-1895
musée des Beaux-Arts de Gand.

Ses paysages de Fosset (commune de Sainte-Ode), hameau situé dans la région de Saint-Hubert, et de Bruges abordent les thématiques de l'eau et de ses reflets, du crépuscule et de la solitude. Les couleurs sont une des caractéristiques primordiales de son œuvre : les gammes de tons délavés accentuent l'aspect nostalgique et froid de ses tableaux. Les pastels évoquent le monde du rêve. Le bleu, par exemple, est la couleur mystique. Assez logiquement, Khnopff privilégie donc l'aquarelle, le pastel, où il excelle et le dessin, au crayon par rapport à la peinture à l'huile. Le cadrage est toujours moderne et original.
Dans le but de réaliser certaines œuvres, il prend préalablement des photographies, notamment de sa sœur. Ainsi, les portraits des sept joueuses de tennis du pastel de grande dimension, Memories, réalisé pour l'Exposition universelle de Paris, sont conçus à partir de nombreux clichés de Marguerite. D'autre part, il fait photographier certaines de ses œuvres par le photographe bruxellois Albert-Edouard Drains, aussi appelé Alexandre. Celui-ci en fait des tirages au platinotype que Khnopff rehausse au pastel et aux crayons de couleurs. Ces épreuves sont signées par l'artiste et vendues, telles des estampes. En 1906, il est membre fondateur du cercle artistique L'Estampe.

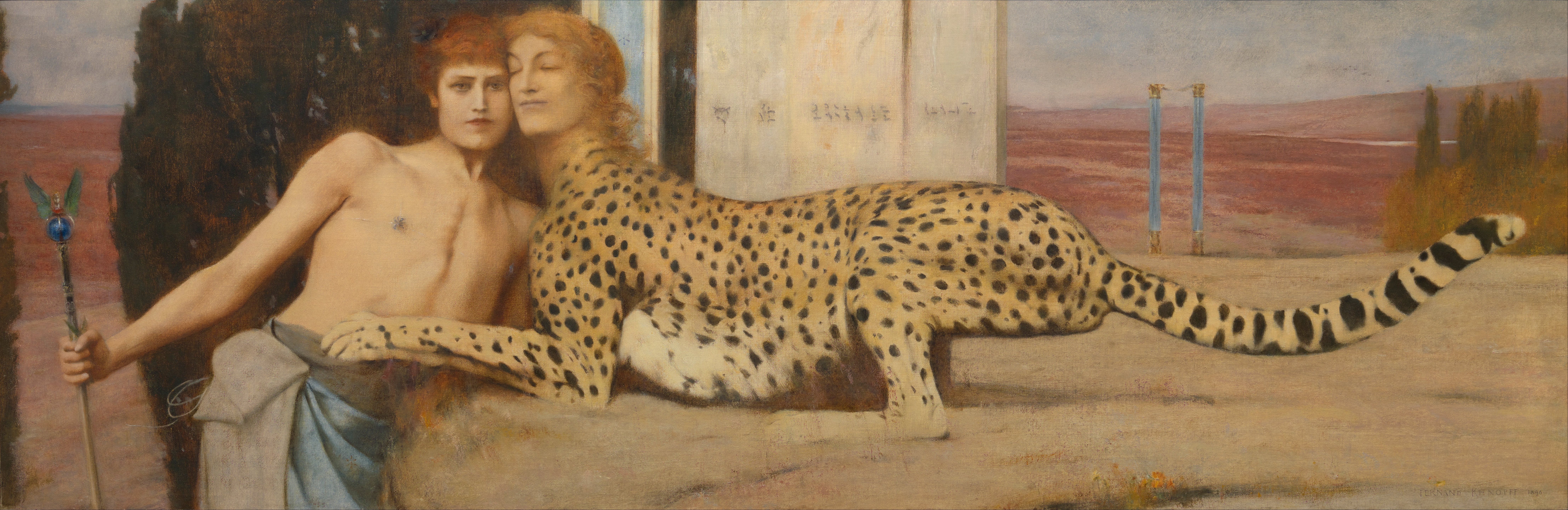
Des caresses, ou l'Art, ou le Sphinx (1896), Huile sur toile, 50,5 × 150, musées royaux des beaux-arts de Belgique, Bruxelles.

Des caresses, parfois appelé L'Art ou le Sphinx est l'une de ses œuvres les plus célèbres est. Son œuvre influencera plusieurs portraits de Gustav Klimt dont des figures féminines emblématiques, strictement frontales, dans des allégories comme Tragödie ( Tragedy ) (1897).
- Paysage à Fosset, 1890-1895, huile  sur toile, 33 × 25 cm, musée des Beaux-Arts de Gand[28]
- Solitude, 1890-1891, Pastel et cire sur papier, Museum Wiesbaden (donation Ferdinand Neess).
- Je ferme ma porte sur moi-même, 1891, Huile sur toile, 72 × 140, Neue Pinakothek, Munich[29].
- Portrait de Germaine Wiener,  vers 1893, Huile sur panneau, 50 × 40, musées royaux des Beaux-Arts de Belgique, Bruxelles[30]
- Une aile bleue, 1894, Platinotypie rehaussée au crayon bleu et rouge/rose sur papier photographique montée sur carton, , 32 × 14 cm, Collection Gillion Crowet, prêté aux musées royaux des Beaux-Arts de Belgique, Bruxelles.
- Des caresses, ou l'Art, ou le Sphinx, 1896, Huile sur toile, 50,5 × 150, musées royaux des Beaux-Arts de Belgique, Bruxelles[31].

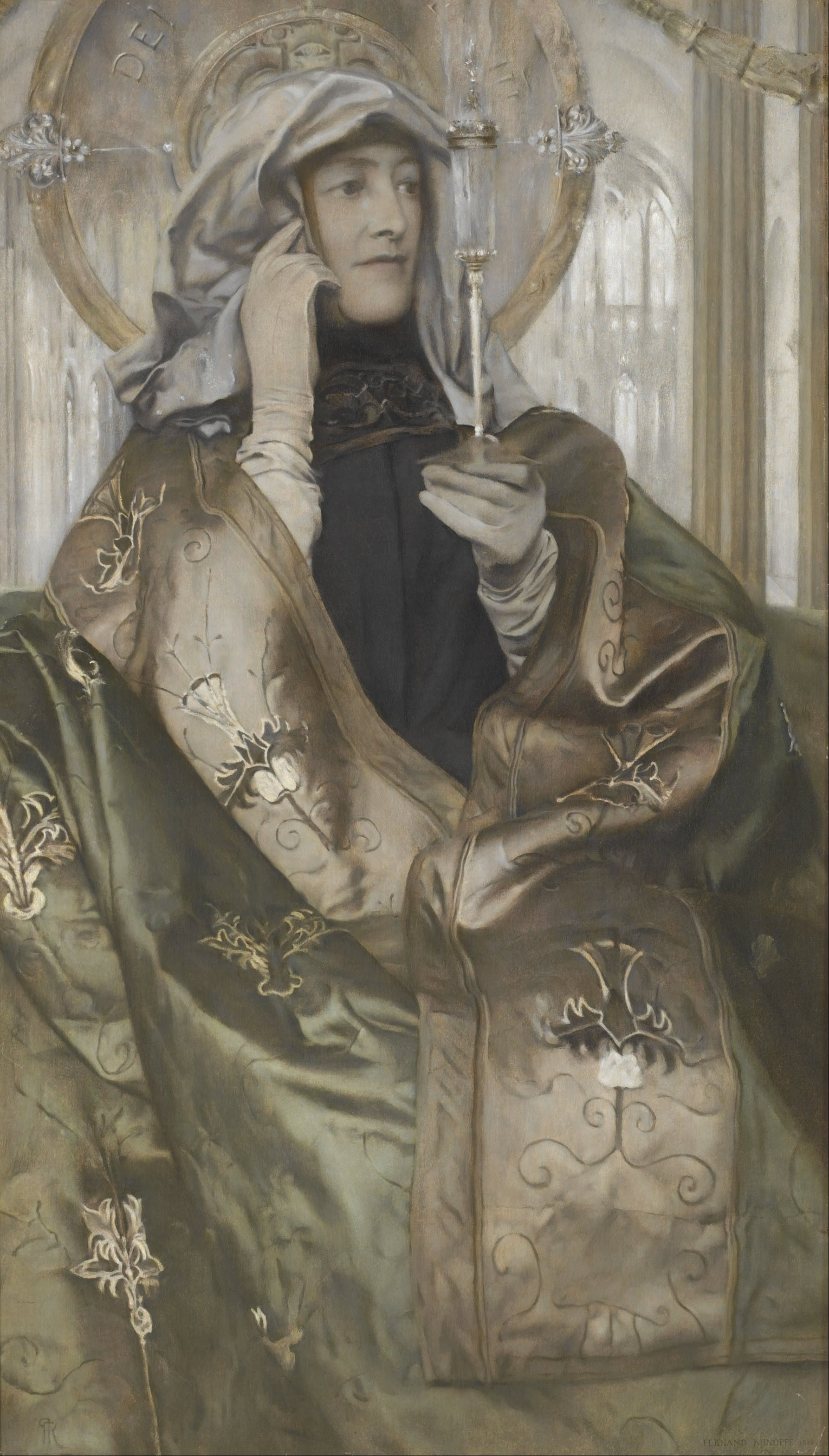
L'Encens, 1898
musée d'Orsay.

- L'Encens, 1898, Huile sur toile, 86 × 50, musée d'Orsay, Paris[32].
- Futur ou Une jeune femme anglaise, 1898, buste en marbre, musée d'Orsay, Paris[33].
- Secret-reflet, 1902, pastel et crayon, musée Groeninge, Bruges.
- Bruges. Un portail, c.1904, Huile sur toile, 44 × 87, Clemens-Sels-Museum, Neuss.
- Orphée, 1913, Crayons, crayons de couleurs et pastel sur papier, 67,3 × 91,5, Communauté française, en dépôt au musée des beaux-arts de Liège, Liège.

## Postérité
À l'instar de nombreux d'artistes symbolistes, Khnopff va connaître un long purgatoire. Il faudra attendre les années 1970 pour qu'il y ait un regain d’intérêt pour son œuvre. Cet intérêt ira croissant à la suite d'une première rétrospective de son œuvre en 1979 à Paris, Bruxelles et Hambourg.
Son goût pour le télescopage d'objets insolites annonce le surréalisme de son compatriote Magritte, qui l'admirait. Celui-ci appréciait particulièrement Une ville abandonnée qui montre Bruges envahie  par la mer et la statue de Memling déboulonné. 
Il est également un précurseur de la notion contemporaine des multiples chers à Andy Warhol avec son oeuvres Memories (1889).
En 1996, Fernand Khnopff est l'un des 26 photographes belges mis à l'honneur au musée de la photographie à Anvers, lors de l'exposition Pioniers in Beeld.
En 2004, la grande rétrospective organisée aux musées royaux des beaux-Arts de Bruxelles a connu un succès de foule.
Le Petit Palais lui consacre une rétrospective, « Fernand Khnopff (1858-1921), Le maître de l'énigme », du 11 décembre 2018 au 17 mars 2019 à Paris. 
Aucune artère de Bruxelles ne lui rend hommage. 